# Alexander Maul
Alexander Maul (* 24. September 1976 in Neuendettelsau) ist ein deutscher ehemaliger Fußballspieler und heutiger -Trainer. Er wird als Mittelfeldspieler oder als rechter Verteidiger eingesetzt.

## Karriere
Alexander Maul begann seine Karriere bei der SG Quelle Fürth. Von 2000 bis September 2001 spielte er bei Rot-Weiß Oberhausen, wo er fünf Mal in der zweiten Bundesliga eingesetzt wurde. Dann wechselte er zu dem damaligen Regionalligisten SSV Jahn Regensburg.
Im Januar 2003 wechselte er ablösefrei zu damaligen Oberligisten FC Carl Zeiss Jena, mit dem er 2005 in die Regionalliga und 2006 in die 2. Bundesliga aufstieg. Von 2008 bis 2011 spielte er für drei Jahre beim SSV Jahn Regensburg. Zur Saison 2011/12 schloss er sich erneut dem FC Carl Zeiss Jena an. Im Juli 2012 kehrte Alexander Maul nach Bayern zurück und unterschrieb einen Vertrag mit dem SV Seligenporten. Nach einer Spielzeit in Seligenporten, wurde er 2013/2014 spielender Co-Trainer und eine Spielzeit später Spielertrainer des TURA Untermünkheim, bis er zur Saison 2015/2016 zu SC 04 Schwabach in die Kreisliga Nürnberg ging. Am 5. Mai 2016 wurde er Spieler, der Reserve des SC 04 Schwabach und übernahm, den vakanten Cheftrainer-Posten der ersten Mannschaft von Schwabach. Am 21. August 2017 wurde er letztendlich, als Cheftrainer des SC 04 Schwabach entlassen.
Von Sommer 2018 bis 2020 war er Trainer der U19-Junioren des SSV Jahn Regensburg.

### Erfolge
- Aufstieg in die 2. Bundesliga mit Carl Zeiss Jena 2006
- Aufstieg in die Regionalliga Nord mit Carl Zeiss Jena 2005